# Newport (kisváros, Vermont)
Newport kisváros az Amerikai Egyesült Államok Vermont államában, Orleans megyében. Lakosainak száma 1526 fő (2020. április 1.).

## Népesség
A település népességének változása:

| 2010 | 1 594 |
| 2020 | 1 526 |